# Sōran Bushi
Sōran Bushi (japanisch ソーラン節 ‚Sōran-Melodie‘) ist ein japanisches Volkslied (Min’yō). Traditionell war es ein Arbeitslied bzw. Seemannslied von Heringsfischern von der Shakotan-Halbinsel auf Hokkaidō. Seit den 1990er Jahren ist vor allem das Lied und der Tanz der Nanchū Sōran (南中ソーラン ‚Sōran der Mittelschule Wakkanai-Süd‘) genannten Version in Japan landesweit bekannt.

## Geschichte
Bis ins frühe 20. Jahrhundert kamen jeden Frühling tausende Wanderarbeiter nach Hokkaidō um am Heringsfang ihr Einkommen zu verdienen. Jede Phase des Fischens wurde dabei von Arbeitsliedern begleitet. Sōran Bushi im Speziellen wurde dabei gesungen wenn der Fang aus den großen Treibnetzen mithilfe von Keschern auf die Fischerboote geladen wurde. Wie häufig bei Arbeitsliedern zu beobachten variierte der eigentliche Liedtext dabei von Improvisationsgesang, zu erotischen oder komischen Texten.
Der Name Sōran ist dabei dem Refrain entliehen, wobei das Wort selber keine Bedeutung besitzt und als rhythmischer Ausruf dient.

## Nanchū Sōran

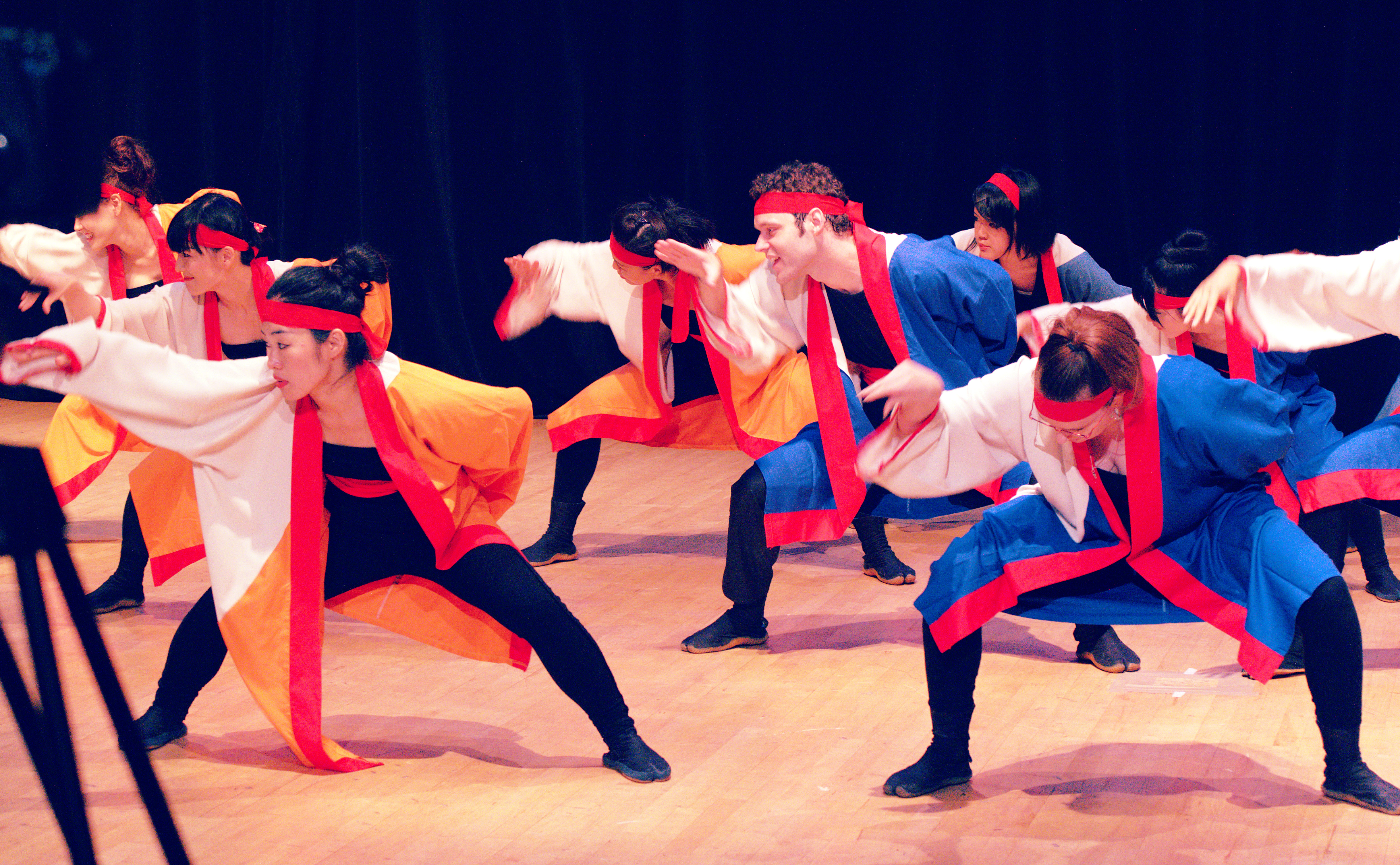
Wellen andeutende Handbewegung des Nanchū Sōran. Aufgeführt von der Yosakoi-Gruppe Sakuramai in Toronto, 2015.

Heute am bekanntesten ist der Liedtext und Melodie des Stücks Takio no Sōran Bushi (TAKiOのソーラン節) von 1988 des Sängers Takio Itō, der viele Volkslieder mit moderneren Rhythmen, Instrumenten und Texten neu interpretierte. Der Direktor der Mittelschule Wakkanai-Süd  (稚内市立稚内南中学校 Wakkanai-shiritsu Wakkanai Minami Gakkō) bat diesen seinen Schülern das Lied beizubringen, woraufhin Itō den Butoh-Tänzer Jushō Kasuga (春日 寿升) bat eine Choreografie für die Schüler zu entwickeln. Damit nahm die Schule 1992 am „Nationalen Großen Preis für Volksmusik und Volkstanz“ (民謡民舞大賞全国大会 Minʼyō Minbu Taishō Zenkoku Taikai) teil und wurde mit dem Förderpreis ausgezeichnet. Bei ihrer Teilnahme im Jahr darauf erhielt sie den vom Premierminister von Japan gestifteten Grand Prix für die beste Aufführung einer Schule.
Diese auch Nanchū Sōran genannte Fassung – Nanchū (南中) ist dabei die Abkürzung der Mittelschule – mit dem Lied von Takio Itō und der Choreografie der Mittelschule Wakkanai-Süd wurde daraufhin in ganz Japan bekannt, so dass sie heute landesweit von diversen Schul- und Hochschul-Tanzgruppen aufgeführt wird.
Die Choreografie zeichnet sich durch ihre ausladenden Bein- und Arm-Bewegungen aus, die daran erinnern wie Fischer Netz und Seile einholen und den Fang auf das Boot laden, sowie regelmäßigen lauten Rufen von Dokkoisho! Dokkoisho! (etwa: „Hauruck, Hauruck“).